# 1387
Il 1387 (MCCCLXXXVII in numeri romani) è un anno  del XIV secolo.

## Eventi
- 11 marzo - Battaglia di Castagnaro tra Giovanni degli Ordelaffi, per conto di Verona e Giovanni Acuto, per conto di Padova.
- Aretino è attivo a Firenze (S.Miniato) e a Pisa.

## Nati
- 6 luglio - Bianca di Navarra, regina († 1441)
- Juan Casanova, cardinale e vescovo cattolico spagnolo († 1436)
- Enrico V d'Inghilterra, re († 1422)
- Lan Kham Deng, sovrano laotiano († 1428)
- Enrichetta di Mömpelgard, nobile tedesca († 1444)
- Gaetano da Thiene, filosofo, medico e religioso italiano († 1465)

## Morti
- 1º gennaio - Carlo II di Navarra, sovrano (n. 1332)
- 5 gennaio - Pietro IV d'Aragona, re (n. 1319)
- 22 gennaio - Çandarlı Kara Halil Hayreddin Pascià, politico ottomano
- 20 febbraio - Dömötör Vaskúti, cardinale e arcivescovo cattolico ungherese
- 6 aprile - Giovanni d'Artois, nobile (n. 1321)
- 5 giugno - Martino da Signa, religioso italiano
- 2 luglio - Pietro di Lussemburgo, cardinale francese (n. 1369)
- 3 luglio - Giovanna di Navarra, principessa (n. 1326)
- 20 luglio - Giovanna di Durazzo, duchessa (n. 1344)
- 3 agosto - Olaf IV di Norvegia, re (n. 1370)
- 4 settembre - Boffo da Massa, nobile e condottiero italiano
- 20 ottobre - Caterina Colombini, monaca cristiana italiana
- 23 dicembre - Walter Wardlaw, cardinale e vescovo cattolico francese
- 31 dicembre - Bianca di Savoia, sovrana italiana (n. 1336)
- Maria di Borbone, principessa (n. 1315)
- Abraham Cresques, cartografo spagnolo
- Elisabetta di Bosnia, regina (n. 1340)
- Federico d'Arborea (n. 1377)
- Giovanni dell'Agnello, mercante italiano
- Heinrich Parler, architetto tedesco
- Sāyaṇa, indiano
- Philippa Roet, nobildonna fiamminga (n. 1346)

## Calendario
| Calendario 1387 | Calendario 1387 | Calendario 1387 | Calendario 1387 | Calendario 1387 | Calendario 1387 | Calendario 1387 | Calendario 1387 | Calendario 1387 | Calendario 1387 | Calendario 1387 | Calendario 1387 | Calendario 1387 | Calendario 1387 | Calendario 1387 | Calendario 1387 | Calendario 1387 | Calendario 1387 | Calendario 1387 | Calendario 1387 | Calendario 1387 | Calendario 1387 | Calendario 1387 | Calendario 1387 | Calendario 1387 | Calendario 1387 | Calendario 1387 | Calendario 1387 | Calendario 1387 | Calendario 1387 | Calendario 1387 | Calendario 1387 | Calendario 1387 |
| --------------- | --------------- | --------------- | --------------- | --------------- | --------------- | --------------- | --------------- | --------------- | --------------- | --------------- | --------------- | --------------- | --------------- | --------------- | --------------- | --------------- | --------------- | --------------- | --------------- | --------------- | --------------- | --------------- | --------------- | --------------- | --------------- | --------------- | --------------- | --------------- | --------------- | --------------- | --------------- | --------------- |
|                 | 1               | 2               | 3               | 4               | 5               | 6               | 7               | 8               | 9               | 10              | 11              | 12              | 13              | 14              | 15              | 16              | 17              | 18              | 19              | 20              | 21              | 22              | 23              | 24              | 25              | 26              | 27              | 28              | 29              | 30              | 31              |                 |
| Gennaio         | Ma              | Me              | Gi              | Ve              | Sa              | Do              | Lu              | Ma              | Me              | Gi              | Ve              | Sa              | Do              | Lu              | Ma              | Me              | Gi              | Ve              | Sa              | Do              | Lu              | Ma              | Me              | Gi              | Ve              | Sa              | Do              | Lu              | Ma              | Me              | Gi              |                 |
| Febbraio        | Ve              | Sa              | Do              | Lu              | Ma              | Me              | Gi              | Ve              | Sa              | Do              | Lu              | Ma              | Me              | Gi              | Ve              | Sa              | Do              | Lu              | Ma              | Me              | Gi              | Ve              | Sa              | Do              | Lu              | Ma              | Me              | Gi              |                 |                 |                 |                 |
| Marzo           | Ve              | Sa              | Do              | Lu              | Ma              | Me              | Gi              | Ve              | Sa              | Do              | Lu              | Ma              | Me              | Gi              | Ve              | Sa              | Do              | Lu              | Ma              | Me              | Gi              | Ve              | Sa              | Do              | Lu              | Ma              | Me              | Gi              | Ve              | Sa              | Do              |                 |
| Aprile          | Lu              | Ma              | Me              | Gi              | Ve              | Sa              | Do              | Lu              | Ma              | Me              | Gi              | Ve              | Sa              | Do              | Lu              | Ma              | Me              | Gi              | Ve              | Sa              | Do              | Lu              | Ma              | Me              | Gi              | Ve              | Sa              | Do              | Lu              | Ma              |                 |                 |
| Maggio          | Me              | Gi              | Ve              | Sa              | Do              | Lu              | Ma              | Me              | Gi              | Ve              | Sa              | Do              | Lu              | Ma              | Me              | Gi              | Ve              | Sa              | Do              | Lu              | Ma              | Me              | Gi              | Ve              | Sa              | Do              | Lu              | Ma              | Me              | Gi              | Ve              |                 |
| Giugno          | Sa              | Do              | Lu              | Ma              | Me              | Gi              | Ve              | Sa              | Do              | Lu              | Ma              | Me              | Gi              | Ve              | Sa              | Do              | Lu              | Ma              | Me              | Gi              | Ve              | Sa              | Do              | Lu              | Ma              | Me              | Gi              | Ve              | Sa              | Do              |                 |                 |
| Luglio          | Lu              | Ma              | Me              | Gi              | Ve              | Sa              | Do              | Lu              | Ma              | Me              | Gi              | Ve              | Sa              | Do              | Lu              | Ma              | Me              | Gi              | Ve              | Sa              | Do              | Lu              | Ma              | Me              | Gi              | Ve              | Sa              | Do              | Lu              | Ma              | Me              |                 |
| Agosto          | Gi              | Ve              | Sa              | Do              | Lu              | Ma              | Me              | Gi              | Ve              | Sa              | Do              | Lu              | Ma              | Me              | Gi              | Ve              | Sa              | Do              | Lu              | Ma              | Me              | Gi              | Ve              | Sa              | Do              | Lu              | Ma              | Me              | Gi              | Ve              | Sa              |                 |
| Settembre       | Do              | Lu              | Ma              | Me              | Gi              | Ve              | Sa              | Do              | Lu              | Ma              | Me              | Gi              | Ve              | Sa              | Do              | Lu              | Ma              | Me              | Gi              | Ve              | Sa              | Do              | Lu              | Ma              | Me              | Gi              | Ve              | Sa              | Do              | Lu              |                 |                 |
| Ottobre         | Ma              | Me              | Gi              | Ve              | Sa              | Do              | Lu              | Ma              | Me              | Gi              | Ve              | Sa              | Do              | Lu              | Ma              | Me              | Gi              | Ve              | Sa              | Do              | Lu              | Ma              | Me              | Gi              | Ve              | Sa              | Do              | Lu              | Ma              | Me              | Gi              |                 |
| Novembre        | Ve              | Sa              | Do              | Lu              | Ma              | Me              | Gi              | Ve              | Sa              | Do              | Lu              | Ma              | Me              | Gi              | Ve              | Sa              | Do              | Lu              | Ma              | Me              | Gi              | Ve              | Sa              | Do              | Lu              | Ma              | Me              | Gi              | Ve              | Sa              |                 |                 |
| Dicembre        | Do              | Lu              | Ma              | Me              | Gi              | Ve              | Sa              | Do              | Lu              | Ma              | Me              | Gi              | Ve              | Sa              | Do              | Lu              | Ma              | Me              | Gi              | Ve              | Sa              | Do              | Lu              | Ma              | Me              | Gi              | Ve              | Sa              | Do              | Lu              | Ma              |                 |